# Calamus gracilis
Calamus gracilis là loài thực vật có hoa thuộc họ Arecaceae. Loài này được Roxb. mô tả khoa học đầu tiên năm 1832.